# Lastovo (Schiff)
Die Lastovo ist ein 1970 als Ishizuchi in Dienst gestelltes Fährschiff der kroatischen Reederei Jadrolinija. Sie ist auf der Strecke von Zadar nach Ist, Olib, Silba, Premuda und Mali Lošinj im Einsatz.

## Geschichte
Die Ishizuchi wurde am 15. September 1969 unter der Baunummer 627 bei Kurushima Dock Co. Ltd. in Imabari auf Kiel gelegt und am 10. Dezember 1969 vom Stapel gelassen. Nach der Übernahme durch die Shikoku Chuo Ferry Boat K.K. am 6. März 1970 wurde das Schiff auf der Strecke von Kawanoe nach Kōbe in Dienst gestellt.
Nach acht Jahren im Dienst in japanischen Gewässern ging die Ishizuchi 1978 unter dem Namen Partizanka an die kroatische Reederei Jadrolinija, die sie jedoch noch im selben Jahr in Lastovo I umbenannte. Das Schiff wurde fortan zwischen Split, Hvar, Vela Luka und Ubli eingesetzt.
Am 15. August 1993 brach etwa eine Seemeile vor Ubli ein Brand im Maschinenraum der Lastovo I aus, der sich auf das gesamte Schiff ausbreitete. Trotz des hohen Schadens entschied sich Jadrolinija gegen eine Verschrottung. Stattdessen wurde die Lastovo I in Split repariert und mit einer neuen Maschinenanlage ausgestattet.
1999 erhielt das Schiff den abgekürzten Namen Lastovo. 2001 wechselte es auf die Strecke von Split nach Vis. Seit 2005 verkehrte die Fähre wieder zwischen Split, Hvar, Vela Luka und Ubli, lief aber auch Rogač an. Mittlerweile fährt die Lastovo zwischen Zadar, Ist, Olib, Silba, Premuda und Mali Lošinj. Sie ist eines der ältesten aktiven Fährschiffe im Mittelmeerraum.
Am 11. August 2024 ereignete sich im Hafen von Mali Lošinj ein schweres Unglück an Bord der Lastovo: Nach dem Anlegen stürzte das etwa zehn Tonnen schwere, zum Entladen der Fahrzeuge geöffnete Bugvisier des Schiffes auf mehrere Besatzungsmitglieder herab. Drei Personen kamen hierbei ums Leben, eine weitere Person wurde schwer verletzt.